# Oranjestad (Sint Eustatius)
Oranjestad és la capital de l'illa de Sint Eustatius, al Carib Neerlandès.

## Dades geogràfiques
La població d'Oranjestad supera de poc els 1.000 habitants però, malgrat això, acumula un terç del total de l'illa. Sint Eustatius té estatut de municipi neerlandès i Oranjestad n'és la seu. Té port, platja i és el centre comercial de l'illa. Està situada a la costa oest de l'illa, a la plana central, envoltada per les muntanyes al nord i el volcà Quill al sud.
L'edificació més emblemàtica de la vila és el Fort Oranje, construït pels holandesos el 1636.

## Història
Als segles XVII i xviii, el port d'Oranjestad fou dels més actius del Carib. L'illa va arribar als 20.000 habitants i la vila es va omplir de comerciants pròspers.
Durant el procés d'independència dels Estats Units d'Amèrica, Sint Eustatius fou el principal proveïdor d'armes dels rebels.
El 16 de novembre de 1776 un vaixell de guerra nord-americà va entrar al port d'Oranjestad saludant amb salves de canó. El governador de l'illa va correspondre la salutació amb 11 canonades des del Fort Oranje i aquesta acció fou considerada com el primer reconeixement internacional a la nova nació dels Estats Units.
Pels voltants de 1795, l'illa va arribar a l'apogeu econòmic. A partir d'aquí, es van normalitzar altres rutes pel Carib i Sint Eustatius va perdre protagonisme i població.

## Galeria

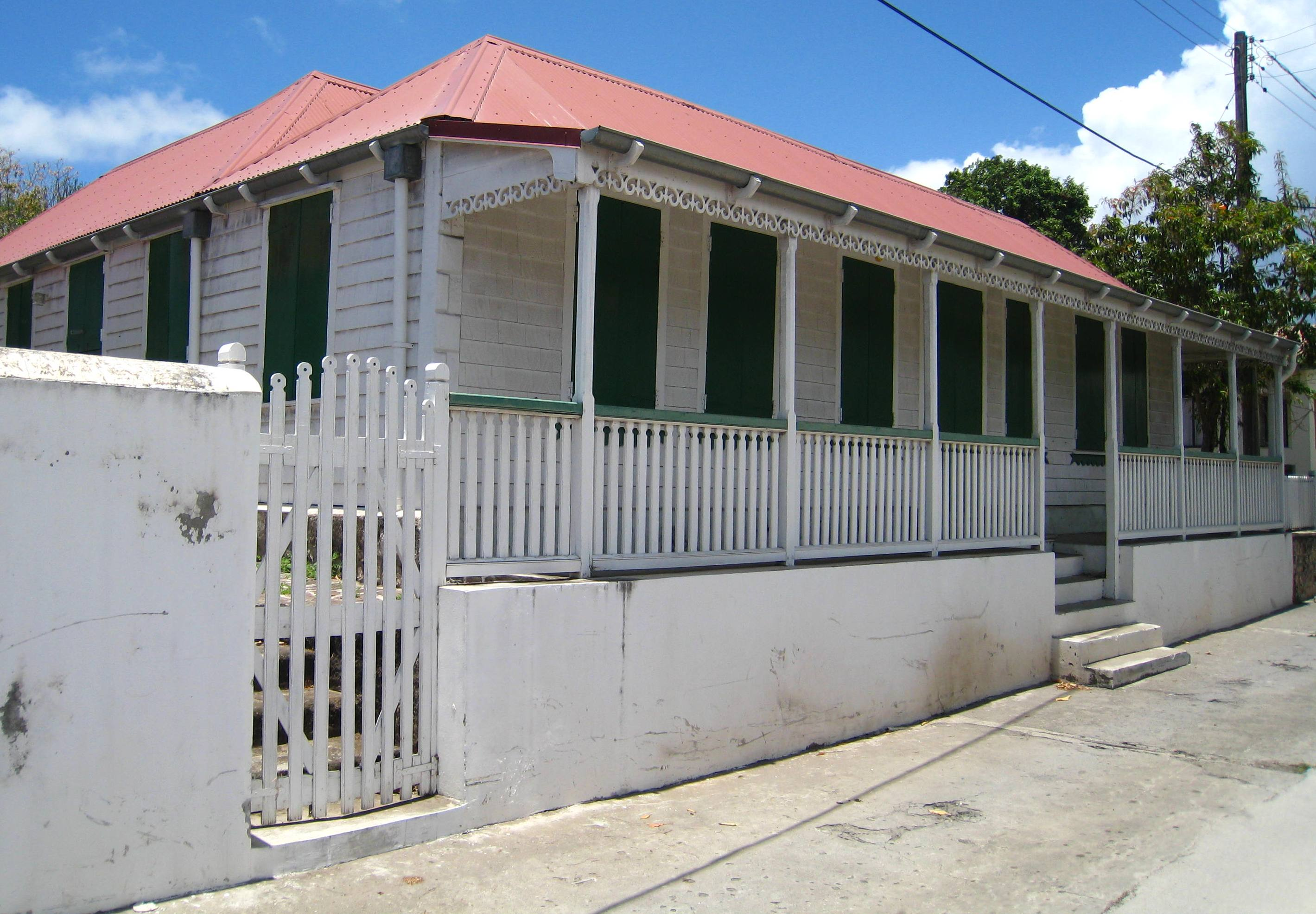
Residència de l'administrador a Oranjestad.
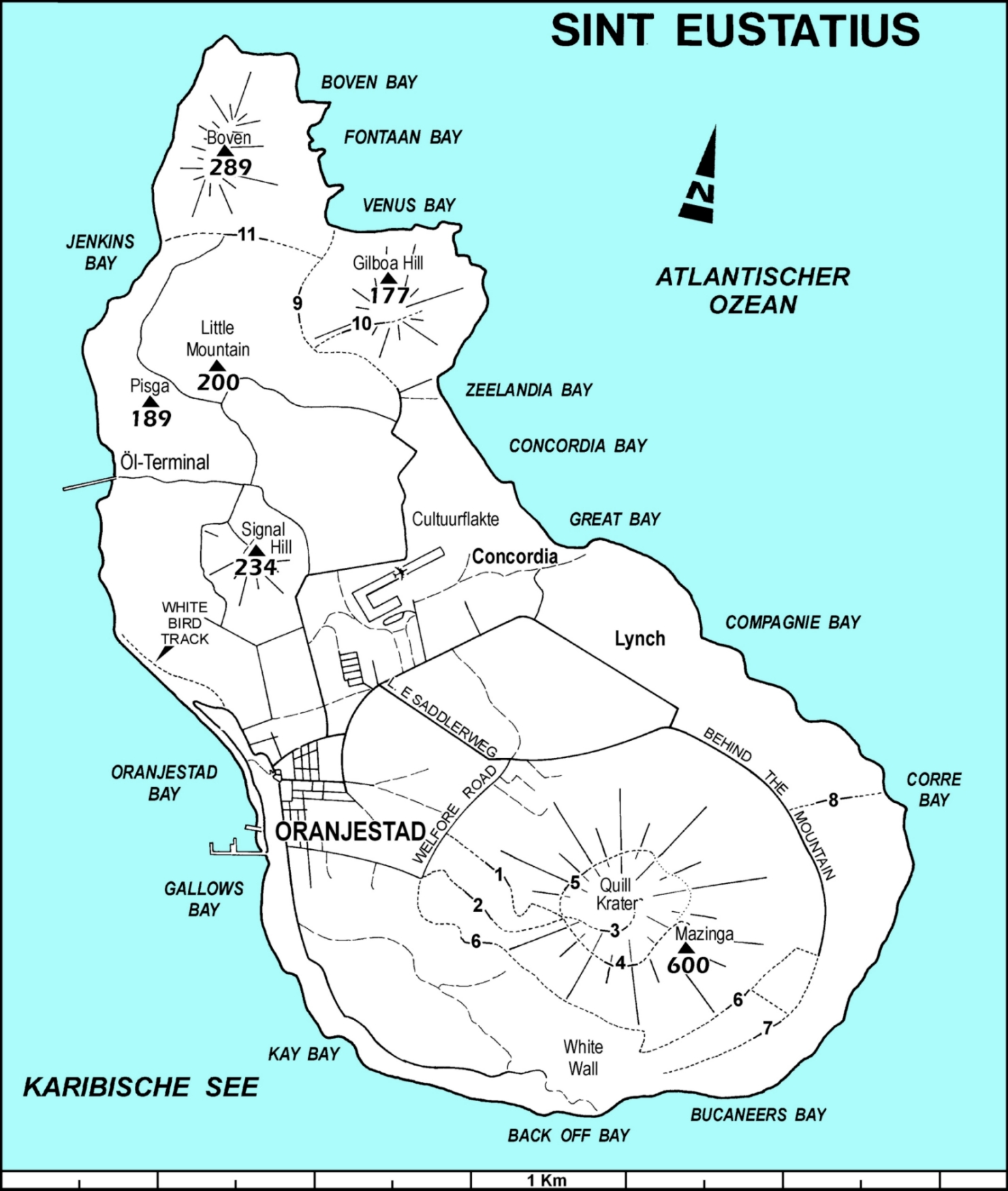
Localització d'Oranjestad a l'illa de Sint Eustatius.
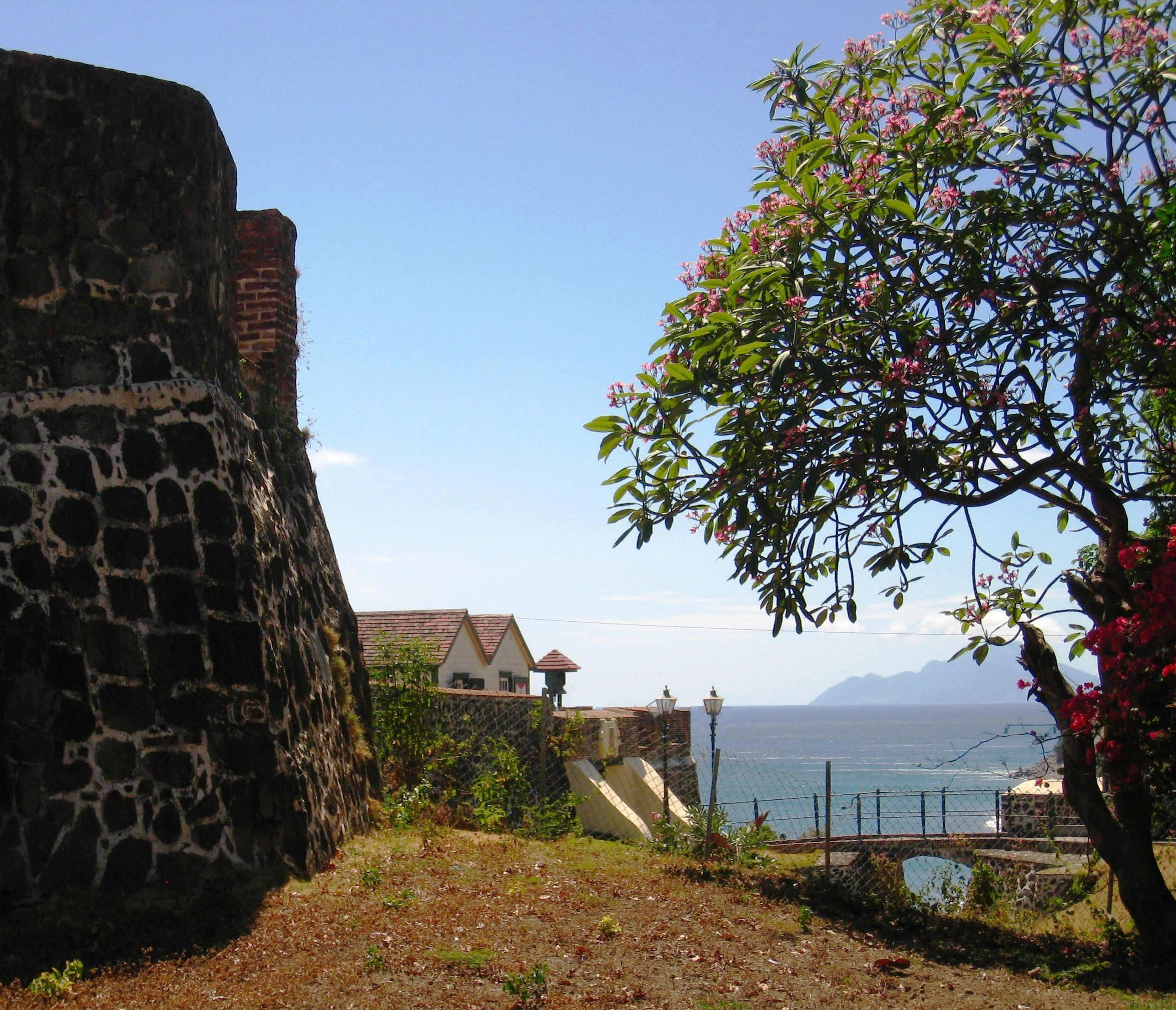
Vista des del Fort Oranje, amb l'illa de Saba al fons.
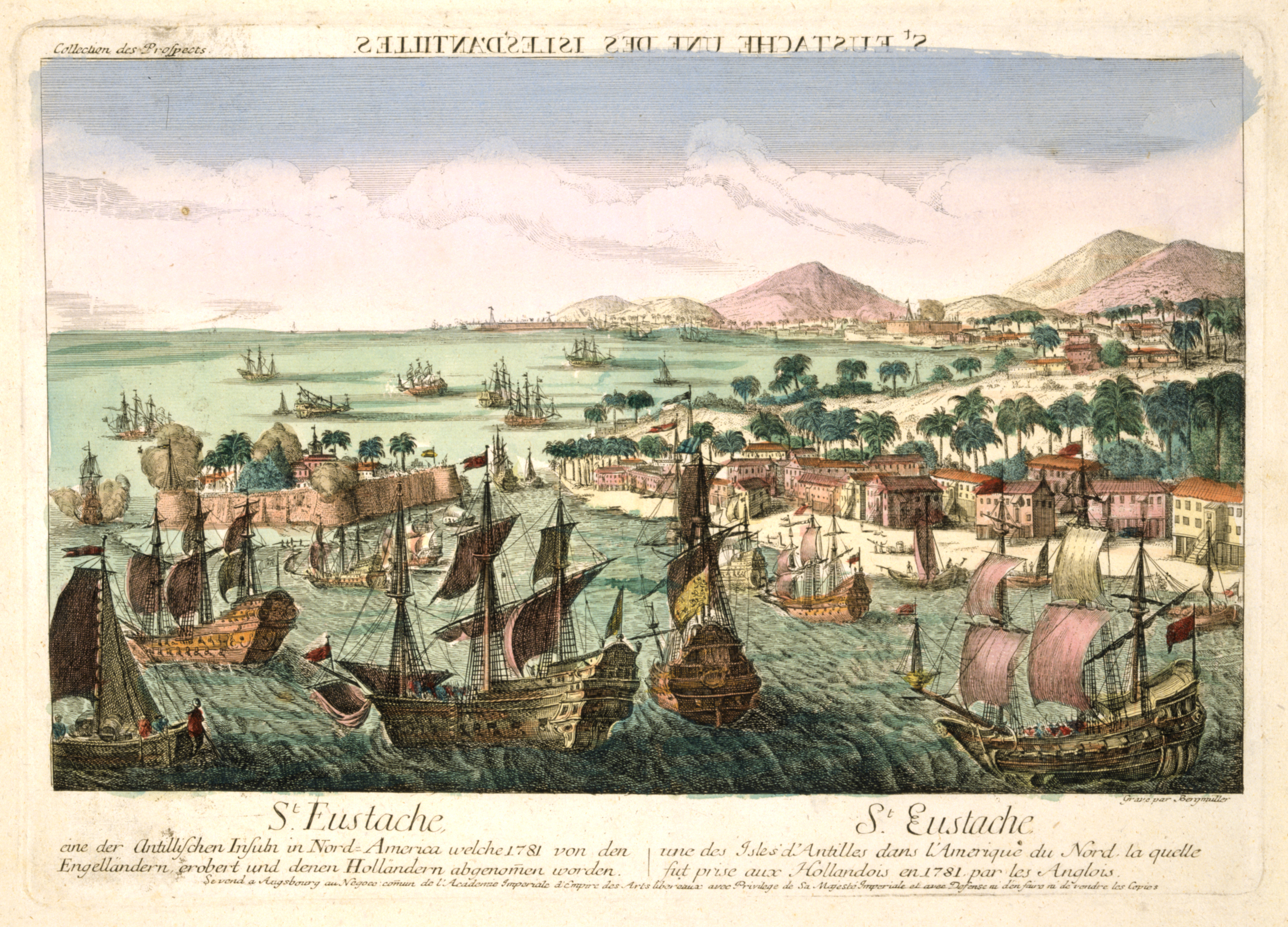
Gravat del port d'Oranjestad de 1781.